# Hontanx

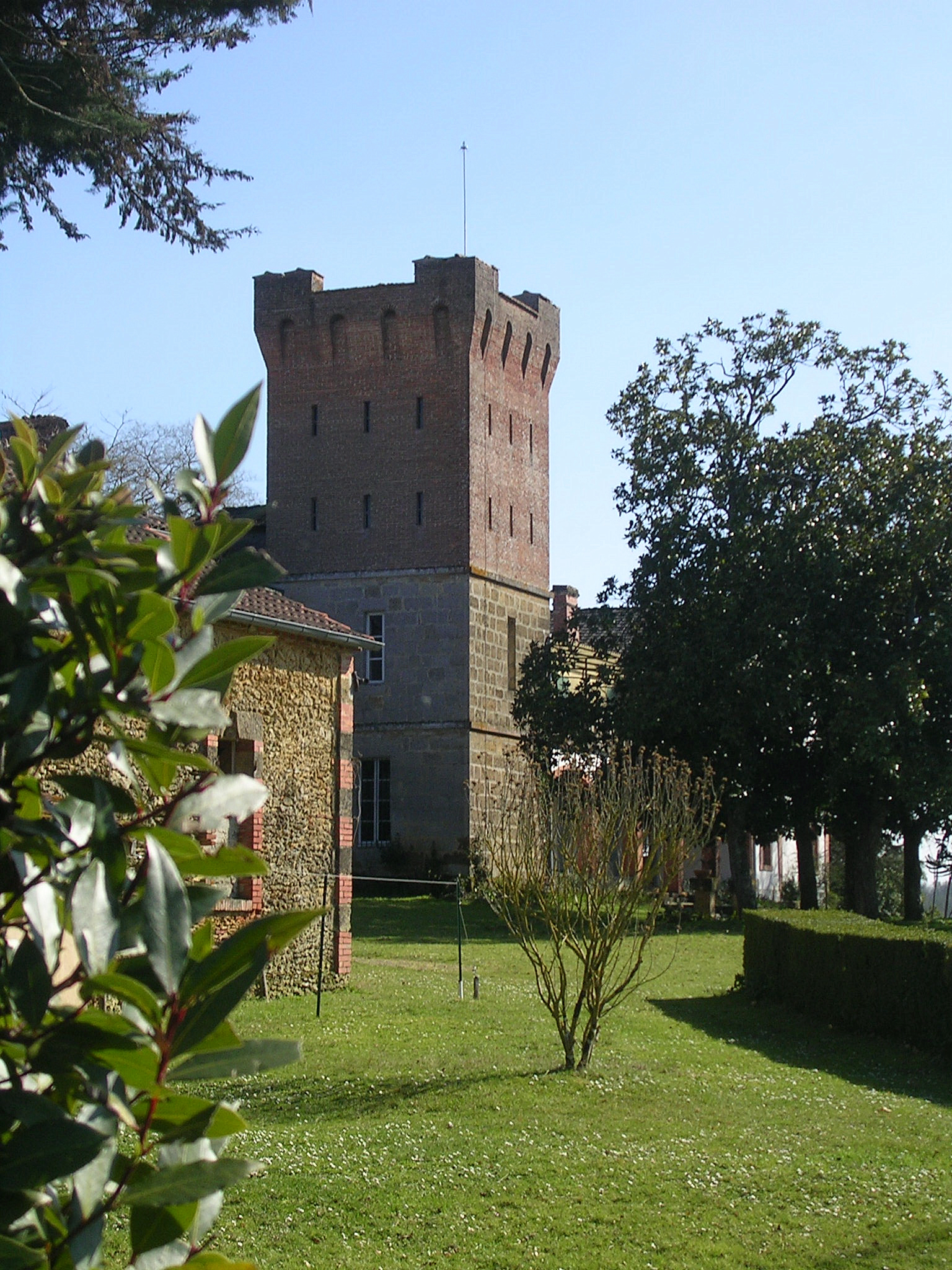
Kasteel

Hontanx is een gemeente in het Franse departement Landes (regio Nouvelle-Aquitaine) en telt 533 inwoners (1999). De plaats maakt deel uit van het arrondissement Mont-de-Marsan.

## Geografie
De oppervlakte van Hontanx bedraagt 30,2 km², de bevolkingsdichtheid is 17,6 inwoners per km².
De onderstaande kaart toont de ligging van Hontanx met de belangrijkste infrastructuur en aangrenzende gemeenten.

## Demografie
Onderstaande figuur toont het verloop van het inwonertal (bron: INSEE-tellingen).